# 1973년 칠레 국회의원 선거
1973년 칠레 국회의원 선거(스페인어: Elecciones parlamentarias de Chile de 1973 엘레씨온네스 파를라멘타리아스 데 칠레 데 1973[*])는 1973년 3월 4일 치러진 칠레의 상하원 국회의원들을 선출하는 선거였다. 상원 25석, 하원 150명을 선출했으며 인민연합(민중연합)의 선전속에서 우파 민주주의 연합이 과반을 차지하였다. 이 선거는 살바도르 아옌데의 중간평가적 요소가 강했던 선거이자, 역대 칠레 선거중 가장 좌우대립이 심했던 선거였다. 또한 1973년 칠레 쿠데타의 계기를 조성하는 등 칠레의 역사에서 매우 중요한 부분을 차지하고있다.

## 선거 배경
1970년 대통령 선거에서 근소한 차이로 국민당의 호르헤 알레산드리 후보를 꺾고 대통령에 당선된 살바도르 아옌데 대통령은 각종 사회주의 개혁들을 추진하면서 국민들의 압도적 지지 혹은 반대의 의사를 받아왔다. 기민당과 국민당으로 분열된 자유주의 진영 정당들은 사회주의진영의 인민연합(민중연합)에 맞써 민주주의 연합을 창당했다. 곧이어 좌우파정당들이 인민연합(민중연합) 혹은 민주주의 연합에 가입함으로써, 1972년 경에는 거의 모든 정당이 두개로 나뉘었다. 사회자유주의 정당인 급진당은 인민연합(민중연합)에 가입했으나, 당내 우파진영이 탈당할정도로 국론 분열이 심하였다. 선거 약 2개월 전에 정파는 중도우파 민주주의 연합과 좌파 인민연합(민중연합)밖에 남지 않아있었다.
두 당은 각각 지지자 성향 또한 극단적으로 나뉘었다. 아옌데의 인민연합(민중연합)은 주로 서민층, 저소득층, 노동자, 대도시 시민들이 지지한 반면에, 기민당 중심의 민주주의 연합은 중산층, 고소득층, 농촌 시민, 기업가들이 지지하였다. 또한 남미 최초의 사회주의 국가가 탄생하여 국제적 정파도 둘로 나뉘었다. 아옌데는 자유민주주의를 표방했음에도 불구하고 제 2세계의 쿠바, 소련 등이 지원하였고, 마찬가지로 민주주의 연합은 미국 CIA의 금전적 지원을 받았다. 보수 야당은 자유민주주의와 경제 실패를 강조하였고 좌파 인민연합은 경제적 평등을 강조하였다. 또한 지지층의 선거 전망도 갈렸는데, 야당 지지자들은 주로 보수파들이 70에서 80% 지지율로 압승할 것이라 예상했고 여당 지지자들은 인민연합이 40에서 45% 득표율로 선전할 것이라고 장담했다.
아옌데의 지지율이 표면상으로 좋지 못했기 때문에 인민연합(민중연합)은 보수야당이 아옌데 탄핵안을 제출할 수 있는 의석율인 2/3을 얻는것을 막는것만을 목표로 삼았다. 야당측은 2/3을 차지해 아옌데를 몰아내고 프레이를 새 대통령으로 세울것을 목표로 했다. 선거 전까지 야당이 승리할 것이라는 것이 주요 예측이었다.

## 선거 결과

### 상원
| 정당                     | 정당             | 정당         | 득표      | %     | 의석 | 비개선 | 합계 | +/– |
| ------------------------ | ---------------- | ------------ | --------- | ----- | ---- | ------ | ---- | --- |
|                          |                  | 기독교민주당 | 745,274   | 33.38 | 10   | 9      | 19   | –3  |
|                          | 국민당           | 417,311      | 18.97     | 4     | 4    | 8      | +3   |     |
|                          | 급진민주당       | 47,992       | 2.18      | 0     | 0    | 0      | New  |     |
|                          | 급진좌파당       | 60,166       | 1.66      | 0     | 3    | 3      | New  |     |
|                          | 연합명단         | 14,432       | 0.66      |       |      |        |      |     |
| 민주주의 연합            | 민주주의 연합    | 1,259,343    | 57.25     | 14    | 16   | 30     | +3   |     |
|                          |                  | 칠레 사회당  | 392,469   | 17.84 | 5    | 2      | 7    | +3  |
|                          | 칠레 공산당      | 380,460      | 17.29     | 5     | 4    | 9      | +3   |     |
|                          | 칠레 급진당      | 126,961      | 5.77      | 1     | 1    | 2      | –7   |     |
|                          | 인민단일행동운동 | 23,191       | 1.05      | 0     | 0    | 0      | New  |     |
|                          | 기독교좌파당     |              |           | 0     | 1    | 1      | New  |     |
|                          | 연합명단         | 17,431       | 0.79      |       |      |        |      |     |
| 인민전선                 | 인민전선         | 940,512      | 42.75     | 11    | 8    | 19     | –2   |     |
|                          | 대중사회연합     | 대중사회연합 | 10,287    | 0.28  | 0    | 1      | 1    | –1  |
| 합계                     | 합계             | 합계         | 2,199,855 | 100   | 25   | 25     | 50   | 0   |
| 출처: Electoral Service. |                  |              |           |       |      |        |      |     |

### 하원
| 정당                     | 정당              | 정당              | 득표      | %     | 의석 | +/– |
| ------------------------ | ----------------- | ----------------- | --------- | ----- | ---- | --- |
|                          |                   | 기독교민주당      | 1,055,120 | 29.07 | 50   | –6  |
|                          | 국민당            | 780,480           | 21.51     | 34    | +1   |     |
|                          | 급진민주당        | 70,582            | 1.94      | 2     | New  |     |
|                          | 급진좌파당        | 60,166            | 1.66      | 1     | New  |     |
|                          | 국민민주당        | 13,349            | 0.37      | 0     | 0    |     |
|                          | 연합명단          | 33,895            | 0.93      |       |      |     |
| 민주주의 연합            | 민주주의 연합     | 2,013,592         | 55.49     | 87    | –2   |     |
|                          |                   | 칠레 사회당       | 678,796   | 18.70 | 28   | +13 |
|                          | 칠레 공산당       | 593,738           | 16.36     | 25    | +3   |     |
|                          | 칠레 급진당       | 133,745           | 3.69      | 5     | –19  |     |
|                          | 인민단일행동운동  | 92,592            | 2.55      | 2     | New  |     |
|                          | 기독교좌파당      | 41,589            | 1.15      | 1     | New  |     |
|                          | 독립인민행동      | 29,972            | 0.83      | 2     | New  |     |
|                          | 연합명단          | 34,738            | 0.96      |       |      |     |
| 인민전선                 | 인민전선          | 1,605,170         | 44.23     | 63    | +2   |     |
|                          | 대중사회연합      | 대중사회연합      | 10,287    | 0.28  | 0    | 0   |
| 기권/무효                | 기권/무효         | 기권/무효         | 58,056    |       |      |     |
| 합계                     | 합계              | 합계              | 3,687,105 | 100   | 150  | 0   |
| 등록유권자/투표율        | 등록유권자/투표율 | 등록유권자/투표율 | 4,510,060 | 81.75 |      |     |
| 출처: Electoral Service. |                   |                   |           |       |      |     |

칠레 내무부는 공명정대한 선거를 약속하였고, 군은 치안 유지에 신경썼다. 밤이 되자 개표가 시작되었고, 각종 방송사들은 개표가 60%가량 진행되었을 당시 민주주의 연합이 2/3을 넘어가는 압승을 거뒀다고 보도하였다. 그러나 대도시 개표함이 열리자마자 인민연합(민중연합)이 따라잡기 시작했다. 결과가 발표되자 야당은 충격에 빠졌다. 인민연합(민중연합)은 의석이 줄어들기는커녕 늘어났으며, 45% 가까이 득표해 좌파 지지자들의 예측치와 맞아 떨어졌다. 야당은 부정선거를 주장하며 불복하였고, 보수 성향의 중산층들은 시위를 일으켰다. 며칠 후 야당이 주도하는 선거검사위원회는 부정선거가 없었음을 인정하였고, 아옌데는 더욱 강력한 정치적 권한을 갖게되었다. 한편으로는 투표율이 8.2%나 올라 정치적인 관심이 커진 선거였다.
하지만 이로 인해 좌우 대립이 더욱 격화되었으며 우파 야당은 아옌데를 저지하기 시작했다. 야당 성향이 많았던 주요 언론사들은 아옌데의 실책들을 내보냈으며 농민들의 파업을 선동하였다. 아옌데는 점차 후퇴해갔고 야당은 최후 통첩으로 아우구스토 피노체트 장군을 군대 원수로 임명할 것을 건의했다. 살바도르 아옌데 대통령은 어쩔수 없이 이를 허용했다. 결국 9월 11일 미국의 지지를 받은 파시즘 성향의 군부는 쿠데타를 일으켰고 아옌데는 대통령궁에서 AK-47 소총으로 자살했다.(쿠데타군 장교가 자동권총으로 암살해서 타살당했단 설도 있으나 2011년 7월 재부검 결과 자살로 결론났다.) 이후 칠레는 민주국가에서 독재국가로 정치 체제가 변환되었다. 1989년까지 16년간 칠레에서는 자유선거가 치러지지 못했다.

## 참고 자료
- 파트리오 구스만, <칠레 전투> 1부 <부르주아지의 반란> (1973)